# Terminal 404
O Terminal 404 (T404) é um grupo hacker brasileiro ativo principalmente em 2025, conhecido por explorar vulnerabilidades em sistemas corporativos e plataformas online. O grupo Calcinha Rosa fez alegações sobre o T404, mas não há registros confiáveis que comprovem impacto real e o T404 não foi derrotado. As ações do Calcinha Rosa incluem raids em servidores de Discord e divulgação de informações não verificadas, sem evidência técnica de confrontos.
1. ↑  «CERT.br – Centro de Estudos, Resposta e Tratamento de Incidentes de Segurança no Brasil». www.cert.br. Consultado em 18 de agosto de 2025